# Hamilton (musical)
Hamilton è un musical con musiche, testi e libretto di Lin-Manuel Miranda.
Ispirato alla vita di Alexander Hamilton, uno dei padri fondatori degli Stati Uniti, si basa sulla biografia omonima del 2004 dello storico Ron Chernow.
È uno dei nove musical su 83 ad aver vinto il Premio Pulitzer per la drammaturgia.
Il musical ha debuttato Off-Broadway a febbraio 2015 per poi aprire a Broadway nell'agosto successivo.
Facevano parte del cast originale Lin-Manuel Miranda, Leslie Odom Jr., Phillipa Soo, Renée Elise Goldsberry, Christopher Jackson e Brian d'Arcy James.
Spostandosi a Broadway, l'unico membro del cast a cambiare fu Jonathan Groff, che prese il posto di d'Arcy James.

## Trama

### Atto I

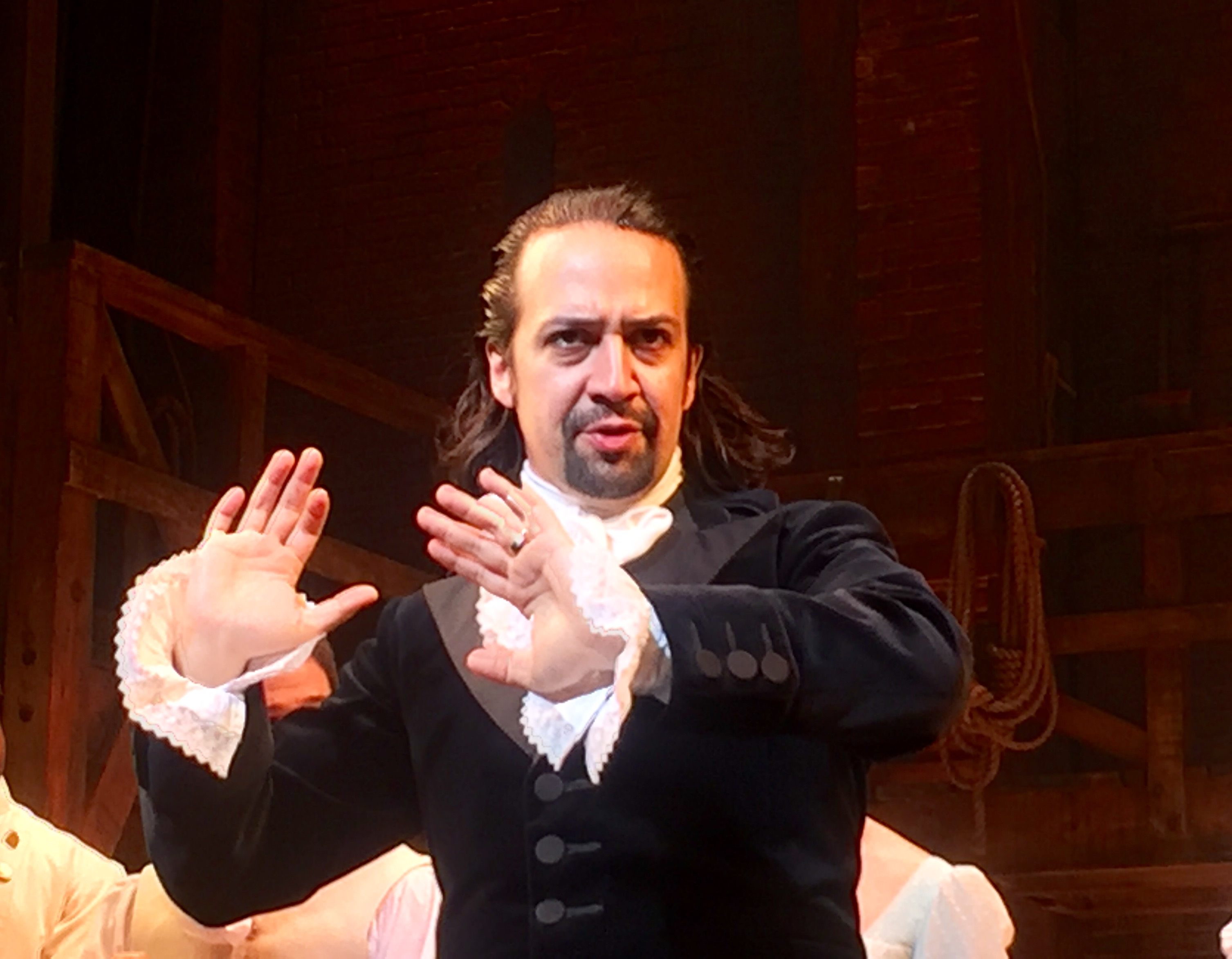
Lin-Manuel Miranda nei panni di Alexander Hamilton

Alexander Hamilton nasce come figlio illegittimo a Nevis, nei Caraibi. Costretto ad affrontare la morte della madre a 12 anni e la distruzione della sua città da parte di un uragano quando aveva 17 anni, scrive della devastazione, e la sua straordinaria abilità e intelligenza gli fanno guadagnare un passaggio su una nave diretta verso le colonie americane per continuare la sua educazione (Alexander Hamilton).
Nell'estate del 1776 a New York, Hamilton fa conoscenza di Aaron Burr, poiché desidera scoprire come quest'ultimo abbia finito il corso di studi di King's college in due anni e imitarlo. Burr è impressionato dalla loquacità di Hamilton e lo consiglia di "parlare meno e sorridere di più". Hamilton rifiuta la filosofia di Burr (Aaron Burr, Sir) e si unisce invece a tre rivoluzionari appena incontrati nella stessa sera: l'abolizionista John Laurens, l'appariscente ufficiale dell'esercito francese Gilbert Marquis de Lafayette e l'apprendista sarto Hercules Mulligan. Burr raccomanda a tutti di abbassare i toni, ma Hamilton fa colpo sui tre uomini appena conosciuti grazie al proprio entusiasmo e alle capacità oratorie (My Shot), e tutti e quattro sognano di poter sacrificare la propria vita in nome di una buona causa, mentre Burr li guarda con incredulità (The Story of Tonight). Intanto, le giovani sorelle Schuyler - Angelica, Eliza e una riluttante Peggy - vagano per le strade di New York, eccitate dallo spirito rivoluzionario che aleggia nell'aria. La più grande, Angelica, è in cerca di qualche grande mente con cui mettere alla prova la propria, incoraggiata dalla sorella Eliza (The Schuyler Sisters).
Un cittadino ancora fedele al Regno Unito, Samuel Seabury, pronuncia un Discorso in una piazza a sfavore della rivoluzione elogiando la Monarchia, ed Hamilton ne approfitta per schernirlo davanti a tutti e rifiutare ciò che predica (Farmer Refuted). Giunge l'annuncio di un messaggio da parte del re britannico re Giorgio III, che appare sul palcoscenico di persona e, rivolgendosi direttamente al pubblico rompendo la quarta parete, ricorda ai coloni che lui è pronto a inviare truppe per assoggettarli nuovamente (You'll Be Back).
La rivoluzione sta ormai prendendo il via ed Hamilton, Burr e i loro amici si uniscono all'Esercito Continentale. Mentre l'esercito lascia New York, il generale George Washington capisce di avere bisogno di aiuto burocratico e logistico per vincere la guerra. Burr offre i suoi servigi, ma Washington pare essere più interessato a Hamilton. Nonostante quest'ultimo desideri comandare un'armata e combattere nelle prime file, accetta l'offerta di Washington diventando così il suo "braccio destro" (Right Hand Man).
Nell'inverno del 1780, gli uomini si presentano a un ballo invernale organizzato da Philip Schuyler, e Hamilton dimostra il proprio interesse a sposare una delle figlie del ricco padrone di casa (A Winter's Ball). Eliza si innamora di lui al primo istante e, dopo essere stati entrambi presentati da Angelica, i due si sposano in meno di un mese (Helpless). Intanto la primogenita Angelica è ugualmente attratta sia intellettualmente che fisicamente da Hamilton, ma decide di nascondere i suoi sentimenti sia per la posizione sociale del ragazzo, molto più bassa rispetto alla sua, sia per permettere alla sorella di essere felice (Satisfied). Dopo il matrimonio di Hamilton, quest'ultimo festeggia con i suoi amici. Arriva anche Burr per congratularsi, e rivela segretamente ad Hamilton di avere una relazione amorosa con la moglie di un ufficiale inglese. Hamilton lo sprona a prendersi ciò a cui tiene veramente (The Story of Tonight (Reprise). Burr, tuttavia, preferisce aspettare senza prendere posizioni precise e vedere cosa la vita ha in serbo per lui (Wait for It).
Mentre la rivoluzione continua, Hamilton continua a pregare Washington di affidargli il comando di un battaglione, ma Washington rifiuta (perché non vuole mettere a repentaglio una mente così brillante) e promuove invece Charles Lee. Questa decisione porta a disastrosi risultati nella Battaglia di Monmouth, dove gli ordini di Lee vanno chiaramente e volutamente contro quelli di Washington, che toglie a Lee il comando e passa il titolo a Lafayette. Offeso, Lee inizia a predicare a chiunque lo ascolti vergognose voci su Washington. Hamilton si sente oltraggiato e vorrebbe volentieri sfidare Lee a duello, ma il suo comandante Washington gli ordina di ignorare quei commenti poiché la Storia avrebbe dimostrato che Lee era nel torto. Laurens si offre quindi di sfidare Lee a duello, cosicché Hamilton non debba disubbidire agli ordini del suo superiore (Stay Alive). Laurens vince ferendo con un proiettile Lee, dopo che questi ha esitato dopo la conta dei dieci secondi (Ten Duel Commandments). Washington scopre del duello e, furioso, richiama Hamilton per poi sollevarlo dal suo incarico, ordinandogli di tornare a casa da sua moglie (Meet Me Inside). Quando Hamilton torna a casa, Eliza gli annuncia di aspettare un figlio: Hamilton scopre così il motivo per il quale Washington si è sempre rifiutato di dargli un ruolo rilevante nelle battaglie. Eliza, infatti, aveva scritto un mese prima al comandante informandolo della sua gravidanza e pregandolo di rimandare Hamilton a casa o, perlomeno, di tenerlo in salvo cosicché l'uomo potesse avere la possibilità di conoscere suo figlio. La donna cerca di rassicurare un esitante Hamilton dicendogli che, piuttosto che un marito sempre a rischio di vita, preferisce che lui rimanga con lei (That Would Be Enough).
Il comandante francese Lafayette assume un ruolo estremamente importante nella rivoluzione, convincendo il Regno di Francia ad unirsi alla causa americana. Washington e Lafayette si rendono conto di poter vincere distruggendo le armate inglesi a Yorktown, ma l'ufficiale francese sottolinea al virginiano che entrambi avranno bisogno di Hamilton per tale scopo: il generale concede finalmente il tanto desiderato incarico ad Hamilton (Guns and Ships). All'alba della battaglia, Washington ripensa con triste dolore al suo primo e disastroso incarico, dove la sua intera armata venne massacrata, e avverte Hamilton che non dipenderà mai da un singolo uomo decidere in quale modo la Storia si ricorderà di lui  (History Has Its Eyes on You). Dopo numerosi giorni di battaglie, l'Esercito Continentale esce vincitore dalla guerra contro l'ultima principale armata inglese (Yorktown (The World Turned Upside Down). Dopo aver avuto notizia a Londra della sconfitta delle truppe britanniche, Re Giorgio III appare sul palcoscenico, evidenziando che i problemi di un autogoverno saranno molti, e chiede retoricamente ai ribelli come potranno riuscire a governarsi da soli senza essere odiati dalla loro stessa gente (What Comes Next?).
Poco dopo la rivoluzione, il primo figlio di Hamilton, Philip Hamilton, nasce nello stesso periodo della prima figlia di Burr, Theodosia, avuta dalla tanto amata donna inglese omonima. I due uomini ragionano su come creare una nazione sicura e giusta per i loro figli (Dear Theodosia). Il momento di gioia di Hamilton viene presto rovinato quando arriva la notizia della morte di Laurens a causa di una faida con dei soldati inglesi, nonostante la guerra fosse già terminata (Tomorrow There'll Be More of Us). Eliza cerca di tirarlo su di morale, ma Hamilton non presta ascolto e torna immediatamente a lavorare.
Sia Hamilton che Burr tornano a New York per terminare i loro studi e seguire la carriera di avvocati. Burr è a conoscenza dell'etica lavorativa stacanovista di Hamilton e diventa sempre più irritato dal crescente successo del suo avversario. Hamilton viene scelto come delegato per la Convenzione di Filadelfia e chiede l'aiuto proprio di Burr per pubblicare una serie di articoli a supporto della nuova Costituzione Americana; ma Burr rifiuta, ancora esitante e preoccupato di fare un passo falso e finire così dalla parte dei perdenti. Hamilton allora arruola James Madison e John Jay per scrivere la raccolta di saggi Il Federalista. Sebbene inizialmente avessero previsto 25 testi per approfondire le singole tematiche, i tre pensatori politici ne scriveranno in tutto 85, dei quali ben 51 scritti da Hamilton. Angelica, intanto, sposa un ricco uomo di Londra e si trasferisce oltre mare, mantenendo sempre nel suo cuore un forte affetto per Hamilton. Eliza continua a cercare di capire perché il marito la stia lentamente allontanando dalla sua vita e, quando l'appena eletto Presidente Washington offre ad Hamilton il ruolo di Segretario al tesoro, la donna protesta: Hamilton non l'ascolterà e accetterà l'offerta di Washington (Non-Stop).

### Atto II

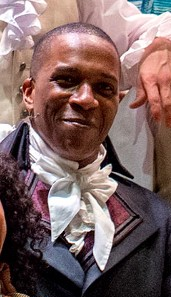
Leslie Odom Jr. nei panni di Aaron Burr

Nel 1789, Aaron Burr introduce un nuovo personaggio, che arriva a rompere tutti gli equilibri che si erano consolidati nel primo Atto. Infatti, il ricco piantatore virginiano Thomas Jefferson torna negli Stati Uniti dalla Francia, dove aveva speso gran parte del periodo rivoluzionario come ambasciatore (agevolato da una ampia rete di conoscenze personali e dall'essere autore di libri famosi). Con un biglietto, Washington gli offre di prendere il ruolo di Segretario di Stato garantendogli l'approvazione da parte del Senato: un ex-ambasciatore che cura le relazioni con l'estero. Immediatamente senza neanche disfare le valigie, Jefferson si fa portare in carrozza fino a New York City (che in quella fase fungeva da capitale provvisoria, dato che ancora non si era deciso dove stabilire la sede del Governo). Arrivato a NYC, incontra il leader politico della fazione dei piantatori del sud, James Madison, che chiede l'aiuto di Jefferson per fermare il piano finanziario di Hamilton che, a parer suo, attribuirebbe troppo potere al governo centrale (What'd I Miss?). Fin dal primissimo incontro (con una gag mimica sulla prima stretta di mano), Jefferson e Hamilton quindi discutono animatamente durante un incontro al Gabinetto degli Stati Uniti. Quando il dibattito diventa troppo acceso, Washington chiude la faccenda, prende Hamilton da parte e lo obbliga a trovare un modo per far passare la sua offerta, o verrà sollevato dal suo incarico (Cabinet Battle #1).
Hamilton inizia a lavorare a casa e, il giorno del nono compleanno di suo figlio Philip, quest'ultimo lo sorprende esibendosi in una breve poesia (sotto forma di Rap). Eliza chiede ad Hamilton di accompagnarli in una vacanza al lago presso la casa estiva di suo padre, ma Hamilton rifiuta l'offerta, ormai completamente ossessionato dall'idea di dover far passare il suo piano finanziario per il Congresso. In Inghilterra, Angelica scrive di continuo ad Hamilton, consigliandolo di convincere prima di tutti Jefferson, cosicché anche il Congresso lo accetti; ella inoltre torna negli Stati Uniti per unirsi alla sorella nel viaggio e rimane rattristata nello scoprire che Hamilton non ne farà parte (Take a Break).
Mentre è da solo, Hamilton riceve la visita di una donna, Maria Reynolds, che afferma che suo marito la sta maltrattando. Hamilton si offre di aiutarla, ma questa lo seduce, e in poco tempo i due iniziano una relazione segreta. Il marito di Maria, James Reynolds, inizia a scrivere lettere minatorie ad Hamilton nelle quali lo informa di essere a conoscenza della tresca, ma di essere accondiscendente a patto che Hamilton inizi a passargli denaro in nero. Hamilton, anche se furioso con Maria, decide di pagare Reynolds e continuare la relazione (Say No To This).
Hamilton dice a Burr di aver finalmente seguito il vecchio consiglio dell'uomo di "parlare meno e sorridere di più" per riuscire a far approvare il suo piano finanziario; poi si congeda per andare a discutere privatamente con Jefferson e Madison durante una cena, che terminerà con il Compromesso del 1790 (passa il piano di Hamilton in cambio dello spostamento della capitale da New York alla Virginia). Burr è geloso del forte potere politico di Hamilton e desidera avere uguale importanza (The Room Where It Happens).
Quindi Burr sconfigge il padre di Angelica ed Eliza, Philip Schuyler, per avere un posto in Senato. Hamilton accusa Burr di essere passato dalla parte del partito di Jefferson, il Democratico-Repubblicano, unicamente per andare contro il suocero di Hamilton. Burr si giustifica dicendo semplicemente che ha colto una buona occasione, ma Hamilton non gli crede e fra i due nasce un'accesa disputa (Schuyler Defeated).
In un altro incontro di Gabinetto, Jefferson e Hamilton discutono se gli Stati Uniti debbano o no aiutare la Francia nella sua rivoluzione. Washington alla fine appoggia Hamilton nella scelta di restare neutrali poiché il paese non sarebbe pronto ad una nuova guerra (Cabinet Meeting #2). Dopo l'incontro, Burr, Jefferson e Madison ragionano su quanto sia avvantaggiato Hamilton nell'avere sempre il supporto di Washington e iniziano a pensare ad un modo per rovinare l'immagine di Hamilton (Washington on Your Side).
Washington rivela ad Hamilton che Jefferson ha rinunciato alla sua carica nel governo per poter concorrere come presidente e che, allo stesso tempo, lui stesso ha deciso di ritirarsi. Hamilton è scioccato, ma Washington lo convince che è la cosa giusta da fare e insieme scrivono un discorso di congedo (One Last Time). Sul palcoscenico appare Re Giorgio III mentre riceve in Inghilterra la notizia del ritiro di Washington e dell'elezione a presidente di John Adams, con Thomas Jefferson come vice-presidente in quanto ''secondo classificato''. Il re fa alcuni commenti sarcastici e poi esce soddisfatto, convinto che Adams sia un uomo debole e che sotto la sua guida gli Stati Uniti sarebbero crollati inesorabilmente (I Know Him).
Eletto Presidente, Adams solleva Hamilton dal suo incarico, e Hamilton lo insulta pubblicamente distruggendo il Partito Federalista (The Adams Administration). Pensando di aver scoperto uno scandalo che potrebbe rovinare Hamilton o almeno indurlo a ritirarsi dalle cariche elettive, Jefferson, Madison e Burr lo accusano di aver rubato denaro dalle finanze pubbliche dello Stato. In realtà, inconsapevolmente, essi hanno trovato traccia di scambi finanziari di Hamilton con James Reynolds causati dalla tresca con Maria. Hamilton, immaginando che quello fosse l'unico modo per mantenere la propria rispettabilità e confidando nella segretezza dei tre gentiluomini, rivela ai tre della sua relazione extraconiugale e degli scambi di denaro leciti, pregandoli di non rivelare niente (We Know). Tuttavia, in un secondo momento, dubitando del giuramento alla segretezza pronunciato dai tre, Hamilton cambia idea, ripensando alla memoria del fatto che nel passato la sua salvezza era sempre stata "scrivere sinceramente" (Hurricane), e decide quindi di pubblicare a proprie spese L'opuscolo dei Reynolds, dove egli stesso spiega al pubblico nei dettagli la sua relazione extraconiugale, sperando che questo salvi la sua eredità politica (The Reynolds Pamphlet). La sua reputazione personale, tuttavia, è rovinata. Completamente scoraggiata, la moglie Eliza brucia tutta la corrispondenza che si era scambiata con il marito dal momento che si erano incontrati fino al matrimonio, togliendo così la possibilità ai "futuri storici" di salvare moralmente in qualche modo l'immagine del marito, e non permettendo al mondo di conoscere la propria reazione al tradimento (Burn).
Passano gli anni ed il figlio di Hamilton ormai diciannovenne, Philip, ha la fortuna di avere la stessa intelligenza, lo stesso carisma e bel viso del padre. Purtroppo anche la stessa suscettibilità. Philip sfida a duello un uomo di nome George Eacker dopo che questi aveva pubblicamente offeso la reputazione di suo padre. Hamilton ordina a Philip di puntare la sua pistola al cielo invece che verso Eacker, confidando che lo sfidante gentiluomo farà la stessa cosa. Philip mira al cielo immediatamente all'inizio del duello, così da non lasciare alcun dubbio, ma al conto sette di dieci, Eacker gli spara (Blow Us All Away). Philip viene portato subito da un medico ed Hamilton ed Eliza corrono al suo capezzale invano (Stay Alive (Reprise)). Nel periodo successivo alla morte di Philip, la famiglia Hamilton si sposta fuori città e si distacca completamente dalla vita mondana. I loro concittadini giustificano il loro comportamento sapendo che "stanno passando l'inimmaginabile". Hamilton, ormai vecchio e stanco, chiede il perdono di Eliza e questa glielo concede (It's Quiet Uptown).
Prima delle elezioni del 1800 il presidente in carica John Adams appariva sconfitto in partenza, mentre i due candidati più probabili risultavano essere Jefferson per gli elettori del Sud, e Burr per gli elettori del Nord. I due raccolgono voti in una situazione di parità, e lo stallo può essere risolto solo dal voto decisivo dell'ultimo delegato: Alexander Hamilton. A quel punto, Burr visita Hamilton chiedendo cortesemente il suo supporto; tuttavia Hamilton dichiara che, sebbene non sia mai stato d'accordo con le idee di Jefferson, quest'ultimo riceverà il suo voto dal momento che ha vere convinzioni, al contrario di Burr (The Election of 1800). Burr infuriato, sfida Hamilton a duello (Your Obedient Servant). Prima dell'alba del giorno del duello, Hamilton fa per lasciare la casa e avviarsi verso il luogo d'incontro ma, dopo averla accidentalmente svegliata, incrocia Eliza che lo invita a tornare a letto. Però lui deve andare, e le promette che tornerà prima che lei se ne accorga; dà un ultimo sguardo alla moglie e le sussurra le parole "la migliore delle mogli e la migliore delle donne" (Best of Wives and Best of Women).
Burr e Hamilton viaggiano verso il New Jersey, lo stato più vicino dove il duello è ancora legale. Burr osserva che Hamilton sta indossando gli occhiali, e arriva alla conclusione che il fine del suo avversario sia quello di prendere una mira precisa e mortale; Burr, nonostante sappia di non essere un gran tiratore, giunge alla certezza di non voler che la figlia Theodosia sia orfana di padre. Gli uomini alzano le pistole per sparare e Hamilton si concede un momento per pensare alla morte, alle sue relazioni e alla sua eredità. Decide di puntare la sua pistola al cielo, ma viene colpito alle costole da Burr, morendo di lì a poco. Burr capisce che, nonostante sia lui quello sopravvissuto, sarà per sempre condannato come il cattivo della Storia e ricordato come l'uomo che ha ucciso Alexander Hamilton (The World Was Wide Enough).
Nel finale, Washington ricorda ancora una volta come nessun uomo abbia il controllo su come egli verrà ricordato in futuro dalla memoria storiografica. Dopo di lui, Jefferson e Madison, diventati rispettivamente il terzo e il quarto presidente degli Stati Uniti, riconoscono come Hamilton abbia cambiato positivamente la storia americana. Eliza invece spiega come, nei cinquant'anni successivi alla morte del marito, lei abbia cercato di tramandare i suoi ideali e salvare la sua eredità. Nonostante questo, pensa di non aver fatto abbastanza. Mostra a tutti l'orfanotrofio da lei istituito, il primo privato di New York, la cosa di cui è più fiera; nonostante abbia aiutato tante persone a crescere, chiede a se stessa chi "racconterà la loro storia". Nei suoi ultimi momenti di vita, Eliza, condotta dal marito davanti al pubblico, emette un ultimo, misterioso e drammatico gemito, prima della chiusura dello spettacolo. (Who Lives, Who Dies, Who Tells Your Story).

## Cast
| Personaggi                              | Workshop al Vassar College (2013) | Off-Broadway (2015)               | Broadway (2015)        | Sostituzioni notevoli                                       | Chicago (2016)      | Londra (2017)    |
| --------------------------------------- | --------------------------------- | --------------------------------- | ---------------------- | ----------------------------------------------------------- | ------------------- | ---------------- |
| Alexander Hamilton                      | Lin-Manuel Miranda                | Lin-Manuel Miranda                | Lin-Manuel Miranda     | Javier Muñoz                                                | Miguel Cervantes    | Jamael Westman   |
| Aaron Burr                              | Utkarsh Ambudkar                  | Leslie Odom Jr.                   | Leslie Odom Jr.        | Brandon Victor Dixon                                        | Joshua Henry        | Giles Terera     |
| Angelica Schuyler Church                | Anika Noni Rose                   | Renée Elise Goldsberry            | Renée Elise Goldsberry | Mandy Gonzalez                                              | Karen Olivo         | Rachel John      |
| Eliza Schuyler Hamilton                 | Ana Nogueira                      | Phillipa Soo                      | Phillipa Soo           | Lexi Lawson                                                 | Arianna Afsar       | Rachelle Ann Go  |
| George Washington                       | Christopher Jackson               | Christopher Jackson               | Christopher Jackson    | Bryan Terrell Clark                                         | Jonathan Kirkland   | Obioma Ugoala    |
| Giorgio III                             | Joshua Henry                      | Brian d'Arcy James Jonathan Groff | Jonathan Groff         | Andrew Rannells Rory O'Malley Taran Killam Thayne Jasperson | Alexander Gemignani | Michael Jibson   |
| Maria Reynolds / Peggy Schuyler         | Presilah Nunez                    | Jasmine Cephas Jones              | Jasmine Cephas Jones   | Alysha Deslorieux                                           | Samantha Marie Ware | Christine Allado |
| Thomas Jefferson / Marquis de Lafayette | Daveed Diggs                      | Daveed Diggs                      | Daveed Diggs           | James Monroe Iglehart                                       | Chris Lee           | Jason Pennycooke |
| James Madison / Hercules Mulligan       | Joshua Henry                      | Okieriete Onaodowan               | Okieriete Onaodowan    | J. Quinton Johnson                                          | Wallace Smith       | Tarinn Callender |
| John Laurens / Philip Hamilton          | Javier Muñoz                      | Anthony Ramos                     | Anthony Ramos          | Jordan Fisher                                               | Jose Ramos          | Cleve September  |

## Numeri musicali
- Alexander Hamilton – Burr, Laurens, Jefferson, Madison, Hamilton, Eliza, Washington e compagnia
- Aaron Burr, Sir – Hamilton, Burr, Laurens, Lafayette e Mulligan
- My Shot – Hamilton, Burr, Laurens, Lafayette, Mulligan e compagnia
- The Story of Tonight – Hamilton, Laurens, Lafayette, Mulligan e compagnia
- The Schuyler Sisters – Angelica, Eliza, Peggy, Burr e compagnia
- Farmer Refuted – Samuel Seabury, Hamilton, Burr e compagnia
- You'll Be Back – Re Giorgio III e compagnia
- Right Hand Man – Washington, Hamilton, Burr e compagnia
- A Winter's Ball – Burr, Hamilton e compagnia
- Helpless – Eliza e compagnia
- Satisfied – Angelica e compagnia /
- The Story of Tonight (Reprise) – Hamilton, Burr, Laurens, Lafayette e Mulligan
- Wait For It – Burr e compagnia
- Stay Alive –  Hamilton, Washington, Laurens, Lafayette, Mulligan, Charles Lee, Eliza, Angelica e compagnia
- Ten Duel Commandments – Laurens, Hamilton, Lee, Burr e compagnia
- Meet Me Inside – Hamilton, Burr, Laurens, Washington e compagnia
- That Would Be Enough – Eliza e Hamilton
- Guns and Ships – Burr, Lafayette, Washington e compagnia
- History Has Its Eyes on You – Washington, Hamilton e compagnia
- Yorktown (The World Turned Upside Down) – Hamilton, Lafayette, Laurens, Mulligan, Washington e compagnia
- What Comes Next? – Giorgio III
- Dear Theodosia – Burr e Hamilton
- Tomorrow There'll Be More Of Us ‡ – Laurens, Eliza e Hamilton
- Non-Stop – Burr, Hamilton, Washington, Eliza, Angelica e compagnia

Atto II
- What'd I Miss – Burr, Jefferson, Madison e compagnia
- Cabinet Battle #1 – Washington, Jefferson, Hamilton e Madison
- Take a Break – Eliza, Phillip, Hamilton e Angelica
- Say No to This – Maria Reynolds, Burr, Hamilton, James Reynolds e compagnia
- The Room Where It Happens – Burr, Hamilton, Jefferson, Madison e compagnia
- Schuyler Defeated – Phillip, Eliza, Hamilton e Burr
- Cabinet Battle #2 – Washington, Jefferson, Hamilton e Madison
- Washington on Your Side – Burr, Jefferson, Madison e compagnia
- One Last Time † – Washington, Hamilton e compagnia
- I Know Him – Re Giorgio III
- The Adams Administration – Burr, Jefferson, Hamilton, Madison e compagnia
- We Know – Hamilton, Jefferson, Burr, Madison
- Hurricane – Hamilton e compagnia
- The Reynolds Pamphlet – Jefferson, Madison, Burr, Hamilton, Angelica, James Reynolds e compagnia
- Burn – Eliza
- Blow Us All Away – Philip, Martha, Dolley, George Eacker, Hamilton e compagnia
- Stay Alive (Reprise) – Hamilton, Phillip, Eliza, Doctor e compagnia
- It's Quiet Uptown – Angelica, Hamilton, Eliza e compagnia
- The Election of 1800 – Jefferson, Madison, Burr, Hamilton e compagnia
- Your Obedient Servant – Burr, Hamilton e compagnia
- Best of Wives and Best of Women – Eliza e Hamilton
- The World Was Wide Enough – Burr, Hamilton e compagnia
- Who Lives, Who Dies, Who Tells Your Story – Eliza e compagnia

† Intitolato One Last Ride nella produzione dell'Off-Broadway
‡ Non presente nell'album

## Ideazione
Mentre si trovava in vacanza dal suo stesso spettacolo a Broadway In the Heights, Lin-Manuel Miranda decise di prendere una biografia a caso come libro di lettura. All'aeroporto comprò e iniziò a leggere Alexander Hamilton di Ron Chernow, una biografia dettagliata sulla vita del padre fondatore americano Alexander Hamilton. Miranda velocemente iniziò ad analizzare la sua lettura come il possibile scheletro di un musical e si informò se una produzione simile fosse già stata creata in passato. Era già stata creata a Broadway un'azione scenica nel 1917, con George Arliss come Alexander Hamilton.
Dopo questa scoperta, Miranda iniziò a lavorare a un progetto chiamato The Hamilton Mixtape, del quale si occupò nei suoi tempi liberi da In The Heights. Il 12 maggio 2009, Miranda si esibì col primo brano da tale raccolta alla Serata della Poesia, Musica e Parole alla Casa Bianca. Cantò una prima versione di quello che poi sarebbe diventato il pezzo di apertura del musical Alexander Hamilton. Dopo quella serata, passò un anno a lavorare su un unico pezzo musicale, My Shot.

## Produzioni

### Vassar Reading Festival
Una prima versione del musical è andata in scena al Vassar Reading Festival al Vassar College il 27 luglio 2013 con il titolo The Hamilton Mixtape. Lo spettacolo, messo in scena in una versione preliminare, un "reading", presentava il primo atto completo e tre canzoni del secondo. Il reading era diretto da Thomas Kail e si avvaleva della direzione musicale di Alex Lacamoire. Solo quattro membri del cast del workshop sono rimasti legati al progetto nelle sue versioni successive nell'Off-Broadway e Broadway: Lin-Manuel Miranda nel ruolo di Hamilton, Daveed Diggs nel ruolo del Marchese Lafayette, Christopher Jackson nel ruolo di George Washington; Javier Muñoz, che interpretava Philip Hamilton al Vassar College, è diventato il sostituto di Miranda nel ruolo eponimo.

### Off-Broadway
Il musical ha debuttato al The Public Theatre nell'Off-Broadway nel 2015. Le anteprime sono cominciate il 20 gennaio 2015 e il debutto ufficiale è avvenuto il 17 febbraio. La produzione è stata un successo di critica e pubblico, ha venduto tutti i biglietti per l'intera durata delle repliche in pochi giorni e la data di chiusura è stata posticipata due volte prima di chiudere definitivamente il 3 maggio. Brian d'Arcy James ha interpretato Re Giorgio III per la prima parte delle repliche, prima di essere sostituito da Jonathan Groff il 3 marzo 2015 in modo da poter cominciare le prove per un altro musical, Something Rotten.

### Broadway

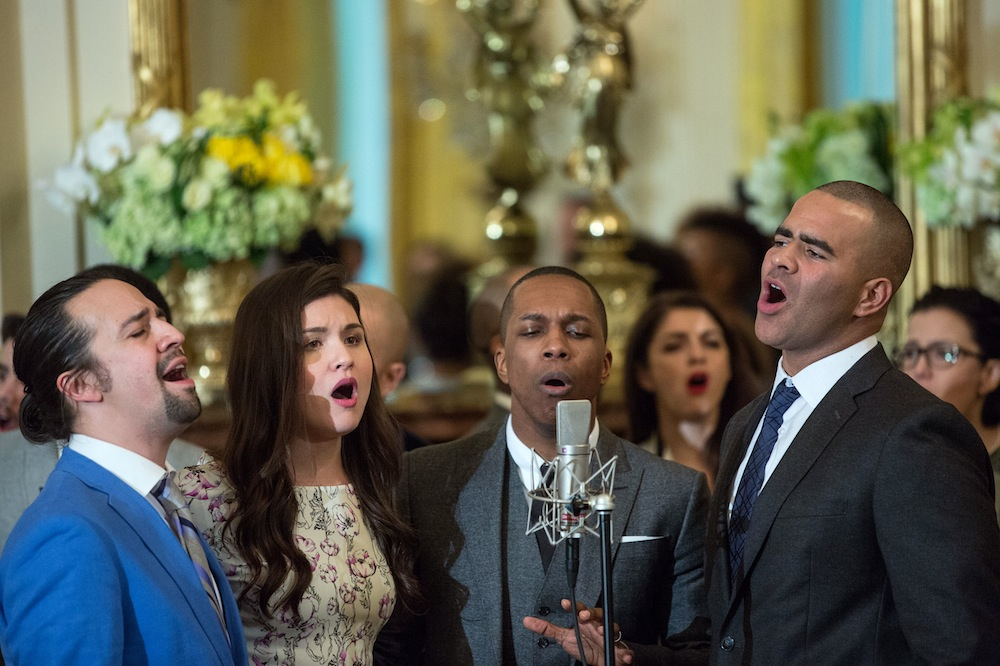
Il cast di Hamilton si esibisce alla Casa Bianca nel 2016

Il Richard Rodgers Theatre di Broadway, dove aveva debuttato il primo musical di Miranda, In the Heights, ha ospitato il debutto del musical a Broadway. Le anteprime sono cominciate il 13 luglio e il musical ha debuttato ufficialmente il 6 agosto 2015. La produzione di Broadway si avvaleva dello stesso cast tecnico e artistico della produzione dell'Off-Broadway ed ha ricevuto recensioni fortemente positive da tutte le maggiori testate. Nel maggio 2016 è stato candidato al numero record di 16 Tony Award, battendo il record di 15 nomination detenuto da Billy Elliot the Musical e The Producers, vincendone in seguito 11 tra cui il Tony Award al miglior musical.
Il presidente Barack Obama ha visitato lo show in due diverse occasioni, tanto da ospitare l'intero cast alla Casa Bianca. Il musical ha ottenuto grande attenzione mediatica, contribuendo alla diffusione di tale genere tra i giovani, anche per il pubblico apprezzamento dello spettacolo da parte ci celebrità come Meryl Streep, Beyoncé, Kanye West, Daniel Radcliffe, Eminem, Oprah Winfrey, Tom Hanks, Julia Roberts e altri.
Lo spettacolo organizza, in corrispondenza della lotteria per vincere i biglietti delle prime due file del teatro, uno show online noto come #Ham4Ham, una serie di video pubblicati sul canale YouTube del musical in cui vengono presentate diverse esibizioni musicali del cast dietro le quinte o al di fuori del teatro.

### Chicago
La prima produzione di Hamilton ad andare in scena fuori da New York debutta al PrivateBank Theatre di Chicago il 27 settembre 2016.

### Tour statunitense
Nel gennaio 2016 sono state annunciate le prime due tappe del tour statunitense di Hamilton. Il tour debutta al SHN Orpheum Theatre di San Francisco nel marzo 2017 e resta in scena per 21 settimane. La seconda tappa annunciata è Los Angeles, dove il musical resta in scena all'Hollywood Pantages Theatre dall'11 agosto al 30 dicembre 2017.

### West End
Miranda ha annunciato piani per portare Hamilton nel West End di Londra nel 2017 e Cameron Mackintosh ha espresso interesse nel produrlo. Il barone Andrew Lloyd Webber, uno dei compositori più influenti del teatro musicale inglese, ha lodato Hamilton e lo ha definito il musical più rivoluzionario dai tempi di Oklahoma!. Baz Bamigboye, colonnista del Daily Mail, ha annunciato che il musical debutterà al Victoria Palace Theatre nell'autunno 2017 e che Miranda non farà parte del primo cast londinese. Il 13 giugno 2016 è stato annunciato che Hamilton debutterà al Victoria Palace Theatre nel novembre 2016 e il 16 gennaio 2017 sono stati messi in vendita i primi biglietti. Il 26 gennaio 2017 sono stati anche annunciati i nomi degli interpreti di tutti i ruoli principali, con l'eccezione di Alexander Hamilton e Re Giorgio.

## Riconoscimenti

### Off-Broadway
- 2015 – Lucille Lortel Awards[23]
  - Miglior musical
  - Miglior direttore a Thomas Kail
  - Miglior coreografo a Andy Blankenbuehler
  - Miglior attore protagonista in un musical a Lin-Manuel Miranda
  - Miglior attrice protagonista in un musical a Phillipa Soo
  - Miglior attore non protagonista in un musical a Daveed Diggs
  - Miglior attrice non protagonista in un musical a Renée Elise Goldsberry
  - Miglior design di costumi a Paul Tazewell
  - Miglior design di luci a Howell Binkley
  - Miglior design del suono a Nevin Steinberg
  - Candidato al miglior attore protagonista in un musical a Leslie Odom Jr.
  - Candidato al miglior attore non protagonista in un musical a Brian d'Arcy James
- 2015 – Outer Critics Circle Awards[24]
  - Miglior nuovo musical dell'Off-Broadway
  - Miglior libretto di un musical a Lin-Manuel Miranda
  - Migliore nuova colonna sonora a Lin-Manuel Miranda
  - Candidato alla miglior regia di un musical a Thomas Kail
  - Candidato alla miglior coreografia a Andy Blankenbuehler
- 2015 – Drama League Awards[25]
  - Candidato alla miglior produzione di un musical
  - Candidato alla miglior performance a Daveed Diggs
  - Candidato alla miglior performance a Lin-Manuel Miranda

- 2015 – Drama Desk Award
  - Miglior musical
  - Miglior attrice non protagonista in un musical a Renée Elise Goldsberry
  - Miglior direttore di un musical a Thomas Kail
  - Migliori musiche a Lin-Manuel Miranda
  - Migliori testi a Lin-Manuel Miranda
  - Miglior libretto di un musical a Lin-Manuel Miranda
  - Miglior design del suono in un musical a Nevin Steinberg
  - Premio speciale a Andy Blankenbuehler
  - Candidato al miglior attore in un musical a Lin-Manuel Miranda
  - Candidato al miglior attore non protagonista in un musical a Leslie Odom Jr.
  - Candidato alla migliore orchestrazione a Alex Lacamoire
  - Candidato al miglior design scenico di un musical a David Korins
  - Candidato al miglior design di costumi a Paul Tazewell
  - Candidato al miglior design di luci per un musical a Howell Binkley
- 2015 – New York Drama Critics' Circle Awards[26]
  - Miglior musical
- 2015 – Off-Broadway Alliance Awards[27]
  - Miglior musical
- 2015 – Theatre World Awards[28]
  - Miglior debutto a Daveed Diggs
- 2015 – Clarence Derwent Awards[29]
  - Attrice più promettente a Phillipa Soo
- 2015 – Obie Awards[30]
  - Miglior nuovo lavoro teatrale americano a Lin-Manuel Miranda, Thomas Kail, Andy Blankenbuehler e Alex Lacamoire
- 2015 – Edgerton Foundation New American Play Awards[31]

### Broadway
- 2016 – Grammy Award[32]
  - Miglior album di un musical teatrale a Daveed Diggs, Renée Elise Goldsberry, Jonathan Groff, Christopher Jackson, Jasmine Cephas Jones, Lin-Manuel Miranda, Leslie Odom Jr., Okieriete Onaodowan, Anthony Ramos e Phillipa Soo (solisti); Alex Lacamoire, Lin-Manuel Miranda, Bill Sherman, Ahmir Thompson e Tarik Trotter (produttori); Lin-Manuel Miranda (compositore e paroliere)
- 2016 – NAACP Image Award
  - Candidato alla miglior collaborazione al cast
- 2016 – Kennedy Prize
  - Miglior dramma storico
- 2016 – Dramatists Guild Award
  - Miglior colonna sonora a Lin-Manuel Miranda
- 2016 – Premio Pulitzer
  - Premio Pulitzer per la drammaturgia a Lin-Manuel Miranda
- 2016 – Tony Award
  - Miglior musical
  - Miglior libretto di un musical a Lin-Manuel Miranda
  - Miglior colonna sonora originale a Lin-Manuel Miranda
  - Miglior attore protagonista in un musical a Leslie Odom Jr.
  - Miglior attore non protagonista in un musical a Daveed Diggs
  - Miglior attrice non protagonista in un musical a Renée Elise Goldsberry
  - Migliori costumi di un musical a Paul Tazewell
  - Miglior luce di un musical a Howell Binkley
  - Migliore regia di un musical a Thomas Kail
  - Miglior coreografia a Andy Blankenbuehler
  - Miglior orchestrazione a Alex Lacamoire
  - Candidato al miglior attore protagonista in un musical a Lin-Manuel Miranda
  - Candidato alla miglior attrice protagonista in un musical a Phillipa Soo
  - Candidato al miglior attore non protagonista in un musical a Jonathan Groff
  - Candidato al miglior attore non protagonista in un musical a Christopher Jackson
  - Candidato alla miglior scenografia di un musical a David Korins